# 서울뚝배기
《서울뚝배기》는 1990년 9월 3일부터 1991년 7월 5일까지 방영되었던 한국방송공사 1TV 일일연속극으로, 3대째 이어온 한 설렁탕집을 무대로 펼쳐지는 가족들하고 종업원들의 이야기다.

## 소개
- '서울 뚝배기' 가게를 중심으로 일어나는 서민들의 삶 이야기

## 등장 인물
- 최수종(장만봉) : 서울뚝배기 종업원, 강 사장 부부 사위, 강혜경 예비신랑(아버지는 만봉이가 어렸을 적에 돌아가셨음)
- 길용우(박광호) : 서울뚝배기 지배인 → 서울설렁탕 전 사장, 오복순 부인
- 도지원(강혜경) : 강 사장의 딸, 장만봉 예비신부
- 오지명(강종철) : 서울뚝배기 강 사장, 장만봉 장인, 문정숙 여사 남편
- 주현(안동팔) : 서울뚝배기 종업원, 윤 마담(윤말숙) 남편.
- 서승현(강옥자) : 강종철 사장의 여동생. 문정숙 올케. 장수곤 어머니.
- 권미혜(안성댁) : 서울뚝배기 주방장 안성댁 역
- 김애경(윤말숙) : 길손카페 윤 마담(윤말숙) 역. 안동팔 부인.
- 이혜정(오복순) : 광호 부인
- 서영진(서완식) : 서울뚝배기 종업원
- 오진수(김계숙) : 서울뚝배기 주방종업원 깨숙(김계숙) 역
- 황덕재(황순철) : 서울뚝배기 새 배달원 역
- 김람호(김상용) : 서울뚝배기 배달원 상용 역
- 양동근(장수곤) : 강종철, 강옥자 부부 아들
- 김성녀(문정숙) : 강 사장 남편, 장만봉 장모, 강옥자 친구 - 양품점 운영 → 강 사장 후처
- 전원주(고 여사) : 일수 아줌마 고 여사 역 - 승리슈퍼 박씨와 결혼
- 하대경(박씨) : 배추장사 및 포장마차 → 승리슈퍼 주인
- 이호준(박순호) : 배추장사 및 포장마차 주인 박씨 아들
- 민지환(장씨) : 옥자의 남편(수곤의 친아버지) - 서울설렁탕집 사장
- 박정웅(정씨) : 아바이 순댓국집 사장
- 이제신(주방종업원) : 아바이 순댓국집 안주인 → 서울설렁탕 주방종업원 전업
- 박미강(정세희) : 아바이 순댓국집 딸
- 윤덕용(최씨) : 횟집 사장
- 원준(최석진) : 횟집 사장 아들
- 윤영주(김양) : 길손카페 종업원 김양 역
- 류태술(이봉갑) : 홍콩반점 배달원 이봉갑 역
- 이항수(황덕경) : 평택 쌀집 배달원 → 서울설렁탕 종업원 꺽다리
- 박주아(정숙모)
- 이한위(문승철) : 정숙 남동생 문승철 역
- 유명순(호야네) : 정숙 모친 이웃
- 안영주(만봉모) : 강종철 부부 사돈, 혜경 시어머니(남편은 만봉이가 어렸을 때 고인이 되었음)
- 안문숙(장만숙) : 만봉 여동생. 혜경 시누
- 전부미(손선주) : 수곤의 같은 반 짝꿍
- 서갑숙(꺽꿀네) : 서울뚝배기 주방종업원 → 서울설렁탕 주방종업원
- 남윤정(미스 남) : 수곤 아버지의 옛날 후처
- 신종섭(개뼈) : 안동팔 건달 친구(연적)
- 윤유선(순옥) : 만봉의 맞선녀
- 정동남(점백이) : 안동팔 후배 약장수
- 고희준(풍뎅이) : 안동팔 건달 후배
- 이대로(강종만) : 강 사장 사촌 동생
- 한은진(이수백) : 강 사장 할머니
- 문미봉 : 윤마담 모친
- 김형일(송덕근) : 혜경 맞선남
- 장정희 : 병원 간호사
- 양재만(딱부리) : 서울설렁탕 종업원
- 맹호림(어묵공장 사장) : 정숙의 맞선남
- 박규식(고사장) : 옥자 카바레 파트너
- 김남일(고용훈) : 고사장 아들
- 이병철(임사장) : 정육점 주인
- 서주화(미경), 이종남(경희), 윤인중(연주) : 혜경의 친구
- 김동우(한기철) : 광호의 대학 후배
- 황범식(곽소장) : 직업 소개소장
- 봉혜선 : 안동팔이 일하던 함바집 주인 역
- 박칠용(수곤 담임 선생님)
- 최용팔(정육점 점원)
- 안광진(설렁탕 외상값 안갚는 이유로 독촉받는 손님)
- 안광진(파출소 소장)
- 전병옥(파출소 김경사)
- 이원종(건설현장 십장 성씨)
- 최용욱(건설현장 노동자)
- 서상익(홍사장) : 정육 도매업자 고기집 사장
- 공경구(지갑 잃어버린 손님)
- 김창봉 : 광호가 다니는 대학 교수
- 한현배 : 이봉갑이 일하는 홍콩반점 중화요리집 주인
- 유병준 : 꺽다리 일하는 평택 쌀가게 주인
- 김영인(뺑코) : 안동팔 건달 선배
- 김지예(이영희) : 기철의 대학축제 파트너
- 김대환(김성식) : 혜경 친구 연주의 약혼자
- 홍영미(만봉이 만났던 스탠드바 여주인)
- 유종근(용팔이) : 고여사 일수빚 안갚는 부산 건달
- 김옥만(고상철) : 안동팔 건달 후배 고구마(고상철)
- 신수강 : 고구마(고상철) 부인
- 김동완(이사장) : 길손카페 손님 개장사 이사장 역
- 권오균 : 길손카페 손님
- 김진오 : 수육 불만 얘기하는 손님

## 수상
- 1990년 KBS 연기대상 우수 연기상 (주현)
- 1990년 KBS 연기대상 인기상 (최수종)
- 1990년 KBS 연기대상 인기상 (서승현)
- 1990년 KBS 연기대상 신인 연기상 (도지원)
- 1991년 제27회 백상예술대상 TV부문 인기상 (주현)
- 1991년 제27회 백상예술대상 TV부문 인기상 (김애경)
- 1991년 제27회 백상예술대상 TV부문 아역상 (양동근)
- 1991년 제18회 한국방송대상 TV드라마부문 우수작품상
- 1991년 제18회 한국방송대상 남자탤런트상 (주현)[2]

## 참고 사항
- 조연출 중의 한 명이었던 이덕건은 2008년 리메이크작 <돌아온 뚝배기>(2008년작)을 연출한다.[3]
- 강옥자 역의 서승현은 연출자 황은진의 아내다.[4]
- 높은 인기를 누렸으나 시청률만을 중시하여 코믹한 설정과 스토리에만 집중했다는 혹평을 받았으며 1991년 5월 말 끝낼 예정이었지만[5] 후속작 캐스팅 문제 뿐 아니라 높은 인기 탓인지 1991년 7월 5일 막을 내렸다.
- 방송작가들의 집필 거부와 연예인 노조파업 때문에[6] 두 차례 방영이 중단되었다.
- 당초 김연진 PD가 연출을 맡아왔으나 갑작스럽게 연세대학교 대학원에 입교하게 되어 황은진 PD로 연출자가 중간에 교체된 바 있었다.[7]